# Duryard
Duryard – dzielnica w Exeter w Anglii, w Devon, w dystrykcie Exeter. W 2011 miejscowość liczyła 4992 mieszkańców.
Obecnie obszar Duryard kojarzony jest z uniwersytetem Exeter. Pierwotnie, posiadłość ziemska na tych terenach notowana jest już w roku 1585, później zaś porośnięta lasem była terenem polowań.